# Ерік X (король Швеції)
Ерік X Кнутссон (1180 — 10 квітня 1216) — король Швеції у 1208–1216 роках, коронувався церквою у 1210 р.

## Життєпис
Походив з династії Еріків. Син Кнута I, короля Швеції. Втім після смерті батька 1196 року не зміг перебрати на себе владу, поступившись троном Сверкеру Карлсону. Через деякий час спробував вчинити заколот, але він виявився невдалим. Тоді Ерік разом з братами Йоном, Йоаром та Кнутом змушений був тікати до Норвегії.
1205 року зробив спробу захопити трон, але зазнав поразки при Ельгаросі, де загинуло троє його братів. Еріку вдалося втекти. 1208 року з новим норвезьким військом Ерік розбив війська короля Сверкера II у битві під Леною й став новим володарем Швеції. Проте зіткнувся зі спротивом церкви. У 1209 році папа римський Іннокентій III своєю буллою наказав не визнавати Еріка шведським королем.
У 1210 році Еріку вдалося у битві при Єстільрені розбити Сверкера II, який тоді ж й загинув. Після цього шлях відкрився шлях до трону. У листопаді 1210 році Еріка Кнутсона коронував архієпископ Уппсальський Валерій. Він став другим шведським володарем, після Сверкера II (коронований 1200 р.), коронованим церквою.
За правління Еріка X розпочався рух дрібних дворян та вільних селян проти податкового ярма та централізації влади, представники якого називалися фолькунгами (від слова «фольк» — народ).
У внутрішній політиці Ерік X підтримував знать, а у зовнішній планував походи на північ Швеції проти поган, а також до західної Фінляндії. Але виконанню цих планів завадила смерть 10 квітня 1216 року в замку Нес на острові Вісінгсьо.

## Родина
Дружина — Рікіса Естрідсен
Діти:
- Софія (д/н—1241), дружина Генріха III, графа Ростокського
- Маріанна (д/н—1252), дружина Варніма I. герцога Померанії
- Інгеборга (1212—1254), дружина ярла Біргера
- Ерік